# Stefan Schaller
Stefan Schaller (* 9. Juli 1982 in München) ist ein deutscher Drehbuchautor und Filmregisseur.

## Leben
Schaller studierte nach dem Abitur Politik und Theaterwissenschaften in München. Nach einem Auslandsaufenthalt in Mittelamerika arbeitete er zunächst in der Drehbuchentwicklung der Boje Buck Produktion in Berlin, bevor er ab Oktober 2005 ein Studium der szenischen Regie an der Filmakademie Baden-Württemberg in Ludwigsburg begann. Im April 2012 schloss er das Studium erfolgreich ab. Sein Diplom-Film 5 Jahre Leben, der die Inhaftierung des deutsch-türkischen Staatsbürgers Murat Kurnaz im US-amerikanischen Gefangenenlager Guantanamo auf Kuba thematisiert, wurde bereits zuvor mit mehreren Preisen ausgezeichnet.

## Filmografie

### Drehbuch
- 2006: Hände weg von Mississippi
- 2009: Tatort: Hilflos
- 2012: Schatzritter und das Geheimnis von Melusina (Buchbearbeitung)
- 2022: Kolleginnen – Für immer

### Regie
- 2005: Das Blaue vom Himmel (Kurzfilm)
- 2006: Fünfsechsmal  (Kurzfilm)
- 2006: Sägespäne  (Kurzfilm)
- 2007: Böse Bilder  (Kurzfilm)
- 2007: Der zweite Bruder  (Kurzfilm)
- 2008: Jedem das Seine  (Kurzfilm)
- 2010: Kabul ist kein Krieg  (Kurzfilm)
- 2013: 5 Jahre Leben
- 2016: Aus der Haut
- 2018: Tatort: Damian
- 2021: Polizeiruf 110: Sabine
- 2022: Tatort: Das Opfer

## Auszeichnungen
- 2007: Filmbewertungsstelle Wiesbaden: Prädikat „Wertvoll“ für Der zweite Bruder
- 2007: Bayerischer Filmpreis: Bester Kinder- und Jugendfilm für Hände weg von Mississippi
- 2007: Deutscher Filmpreis: Bester Kinderfilm für Hände weg von Mississippi
- 2008: Filmfestival Max Ophüls Preis: Preis für mittellange Filme für Böse Bilder[1]
- 2011: Thomas Strittmatter Drehbuchpreis für 5 Jahre Leben
- 2011: Filmfestival Max Ophüls Preis: Interfilm-Preis und Preis der Jugendjury für 5 Jahre Leben[2]